# Horace Wheddon
Horace Wheddon (1891–1958) foi um diretor de fotografia britânico da era do cinema mudo. Nasceu em Londres, Inglaterra.

## Filmografia selecionada
- Mons (1926)
- The Further Adventures of the Flag Lieutenant (1927)
- The Fake (1927)
- The Passing of Mr. Quinn (1928)
- The Clue of the New Pin (1929)
- The Squeaker (1930)
- Dreyfus (1931)
- Brother Alfred (1932)
- Music Hath Charms (1935)
- Royal Cavalcade (1935)
- McGlusky the Sea Rover (1935)
- I Live Again (1936)
- Cotton Queen (1937)